# Distrito de Mahasamund
Mahasamund (en Hindi: महासमुन्द जिला) es un distrito de la India en el estado de Chhattisgarh. Código ISO: IN.CT.MA.
Comprende una superficie de 4779 km².
El centro administrativo es la ciudad de Mahasamund.

## Demografía
Según censo 2011 contaba con una población total de 1032275 habitantes, de los cuales 520 800 eran mujeres y 511 475 varones.